# Cầu Grenelle
Cầu Grenelle (tiếng Pháp: Pont de Grenelle) là một cây cầu bắc qua sông Seine thuộc địa phận Paris, Pháp. Đây là một trong 3 cây cầu cắt ngang qua Île aux Cygnes cùng với cầu Rouelle và cầu Bir-Hakeim. Cầu Grenelle nối liền phố Linois (quận 15) với phố Maurice Bourdet (quận 16).
| Métro Paris | Bến tàu điện ngầm: Mirabeau hoặc Charles Michels |

## Lịch sử
Cầu Grenelle được xây dựng lần đầu năm 1827. Năm 1873 nó sụp đổ hoàn toàn và được thay thế một năm sau đó bằng một cây cầu gang có 6 nhịp, đây là thiết kế của các kỹ sư Vaudrey và Pesson. Từ năm 1966 đến năm 1968 cầu Grenelle được xây dựng lại lần thứ 2 với bản thiết kế của các kỹ sư Thenault, Grattesat và Pilon. Cây cầu mới có 2 nhịp chính bằng kim loại dài 85 m bắc qua sông Seine và một nhịp ngắn bằng bê tông dài 20 m bắc qua Île aux Cygnes, ở 2 bờ phải và trái còn có 2 nhịp ngắn bằng bê tông dài 15 mét. Cầu dài tổng cộng 220 m, rộng 30 m (22 m đường và 8 m vỉa hè).
Ở trên Île aux Cygnes ngay phía trước cây cầu là một phiên bản của Tượng Nữ thần Tự do cao 9 m. Đây là món quà của nước Mỹ tặng Pháp trong dịp Triển lãm thế giới năm 1898. Từ năm 1937 bức tượng được đặt quay về hướng Tây tức là hướng về phía thành phố New York nơi có bức tượng chính.

## Hình ảnh

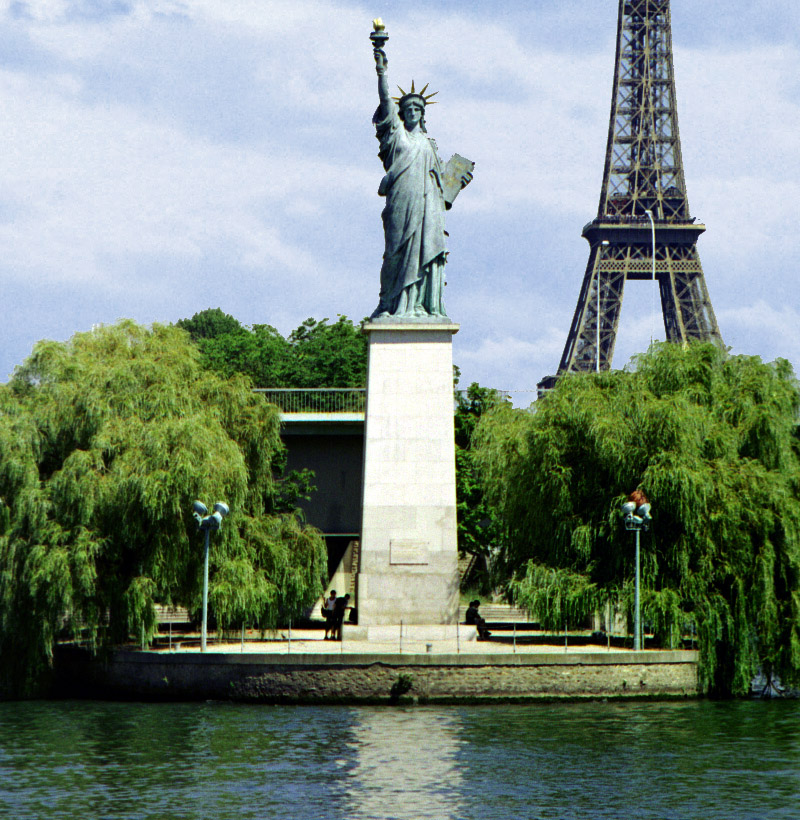
Cây cầu với phía trước là phiên bản của Tượng Nữ thần Tự do
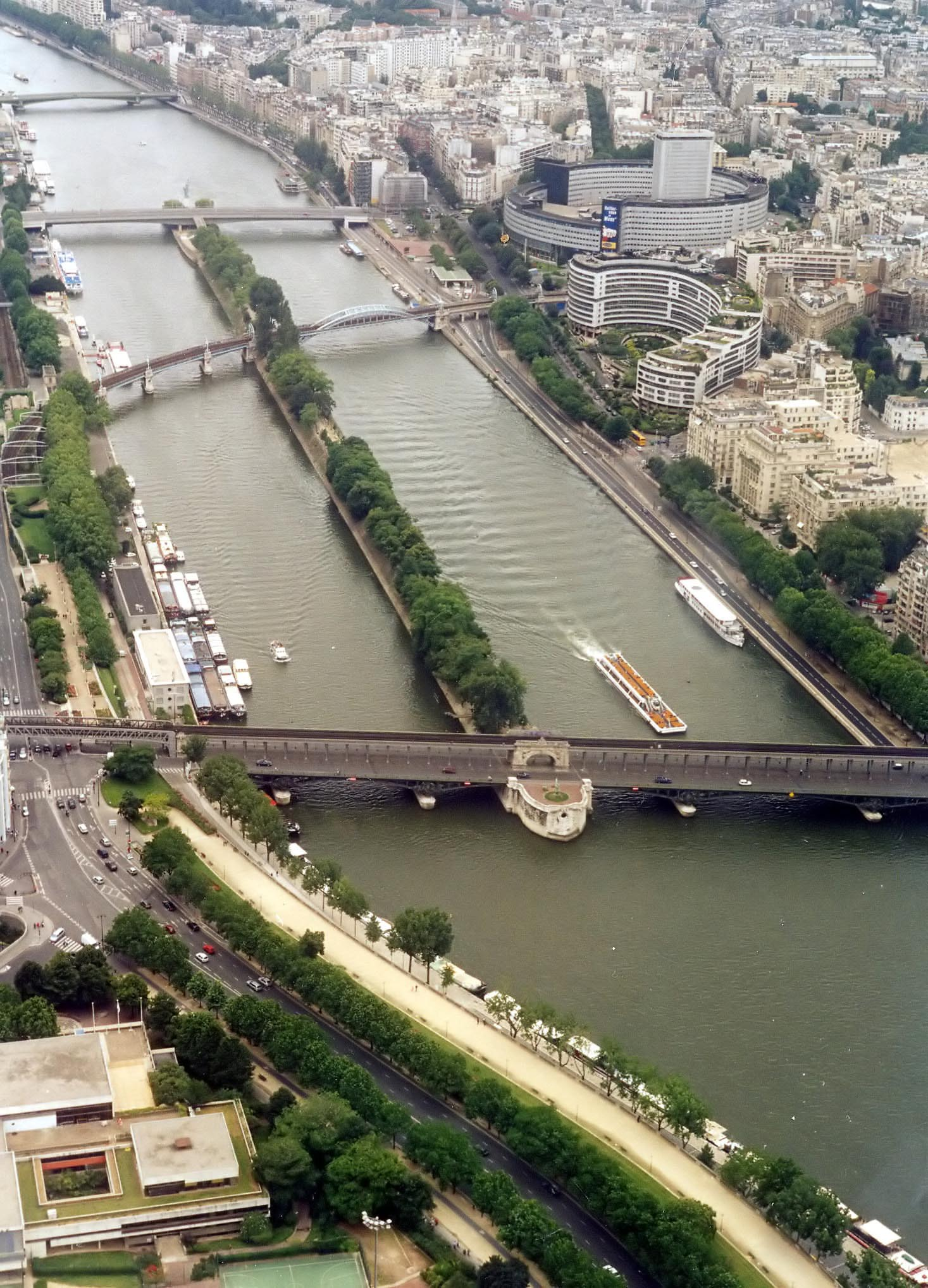
Cầu Grenelle là cầu thứ 3 từ dưới lên

| \| \| Vị trí trên sông Seine \| | \| \| Vị trí trên sông Seine \|    | \| \| Vị trí trên sông Seine \| |
| Hạ lưu: Cầu Mirabeau            | Vị trí trên sông Seine trong Paris | Thượng lưu: Cầu Rouelle         |
| ------------------------------- | ---------------------------------- | ------------------------------- |
|                                 | Vị trí trên sông Seine             |                                 |